# Alejandro Vega Baró
"Alejandro Vega Baró" es un artista cubano que trabaja principalmente los temas relacionados con la historia, política, memoria y colonialidad.

## Educación
Alejandro nació en Matanzas en 1997. Comenzó su formación artística a los 16 años de edad, en la Escuela Profesional de Arte de Matanzas. Conjuntamente estudió fotografía con el fotorreportero de guerra Ramón Pacheco. Se gradúa de pintura en 2017.

## Trabajo
Sus primeros trabajos se dieron en el dibujo y fotografía iniciando su carrera profesional en 2017.
En 2018 con solo 21 años de edad, su trabajo llamó la atención de Maria Morris Hambourg, incluyéndolo, en la colección del RISD Museum.
Este suceso fue positivo para su carrera,  dado que al año,  fue partícipe del proyecto Ríos Intermitentes I de María Magdalena Campos Pons, dentro del marco de la XIII Bienal de La Habana, Octavo salón de Arte cubano contemporáneo, Seguimos en combate y demás.
En 2022, comienza a incursionar en la curaduría, con la exposición, Espacio Vital y posteriormente la muestra Vest+Menté del artista cubano - suizo Daniel Garbade en la Fundación Ludwig de Cuba.
Si bien la arquitectura, ha sido un tema recurrente en su trabajo, su producción artística, ha evolucionado y profundizando en fenómenos sociales aún más complejos y emergentes, como la política, relaciones de poder, memoria, y colonialidad. 
En 2024, presentó su exhibición en solitario "Historia Universal" en la galería La Nave, Miramar La Habana. 

Historia universal propone un desmontaje sociopolítico de las visualidades occidentales, a la vez que se agencia una crisis al eje de sus discursos... Viene a ser la puerta de entrada al universo representacional que poco a poco se ha ido inventando Alejandro Baró cuestionando, precisamente, la teleología moderna...
La obra de arte como signo se acomoda en conjunciones geométricas que superponen idea e imagen, para instaurar líneas narrativas que erosionan el origen. En otras palabras, la obra se subleva contra su propio contexto y cuestiona ideologías con ironía refinada. Habla abiertamente de raza, pobreza y límites, desencadenando reflexiones que interpelan al propio Baró en su condición social y racial y, naturalmente, se extiende doblemente a Isla y continente. Baró sopla aire fresco a las problemáticas poscoloniales, echa combustible y aviva aquella centenaria hoguera que no termina de agotarse.
(Abram Bravo Guerra: 2024)

## Colecciones públicas
Su trabajo se encuentra en la colección del RISD Museum (Rhode Island School of Design)